# Lasionycta insolens
Lasionycta insolens är en fjärilsart som beskrevs av Augustus Radcliffe Grote. Lasionycta insolens ingår i släktet Lasionycta och familjen nattflyn. Inga underarter finns listade i Catalogue of Life.